# 天花板

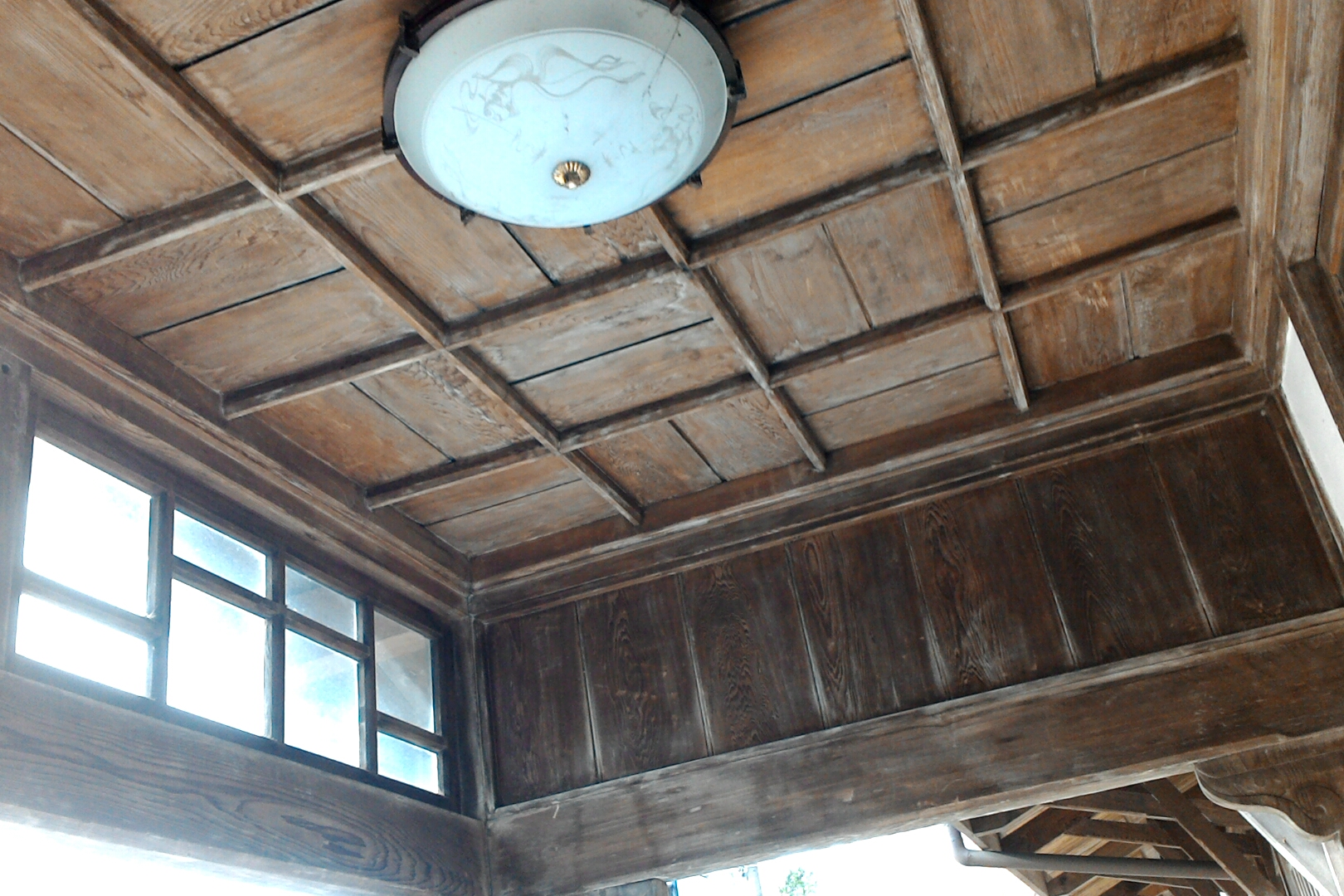
臺灣新竹市香山車站玄關天花板

臺灣新北市山佳車站舊站房候車室天花板

天花板（Ceiling），是建築物室內頂部表面的地方。在室內設計中，天花板可以繪畫、油漆美化室內環境，及安裝吊燈、光管、吊扇、開天窗、裝空調，改變室內照明及空氣流通的效用。有些建物的天花板為了隱藏管線或增加收納空間等原因，會再以木板等材料將原本的天花板遮蓋，有的還會加裝吸音設計。
在中國南方城市、第二次世界大戰前，唐樓的樓底特別高，所以室內感特別寬敞，又因為善用空間，不少房東愛在天花底加建閣仔（閣樓），自用或再分租多一兩戶三房客。
常見的天花板種類有輕鋼架天花板（明架、半明架、暗架）、玻纖天花板、礦纖吸音天花板、防火天花板、塑膠天花板、石膏天花板、矽酸鈣板天花板、氧化鎂板天花板、夾板天花板、金屬板條天花板。

## 相關
- 玻璃天花板
- 假天花
- 輕鋼架